# ارضة (بني مطر)

تعديل مصدري - تعديل

ارضة هي إحدى قرى عزلة الثلث بمديرية بني مطر التابعة لمحافظة صنعاء، بلغ تعداد سكانها 239 نسمة حسب تعداد اليمن لعام 2004.